# Прато дела Вале
Прато дела Вале  (ита. Prato della Valle, Prà dela Vale на дијалекту Венета) је елиптични трг од 90.000 квадратних метара у Падови у Италији. То је други највећи трг у Италији и један од највећих у Европи. Данас је то велики простор са зеленим Острвом Мамија у центру, окруженим малим каналом оивиченим са два прстена статуа. Острво није изоловано, преко канала су изграђена четири мала моста. У самом центру налази се фонтана.

## Историја
Пре 1635. године, подручје које је постало познато као Прато дела Вале је углавном било безлично пространство делимично мочварног терена јужно од старих градских зидина Падове. Године 1636. група венецијанских и венетских угледних грађана, финансирала је изградњу привременог, али раскошно постављеног позоришта као места за лажне битке на коњима. Музичка забава која је послужила као пролог надметању сматра се непосредном претходницом првих јавних оперских представа у Венецији, која су почела следеће године.
Године 1767. трг, који је припадао монасима Санта Јустине, постао је јавно власништво града Падове. Године 1775. Андреа Мемо, чија се статуа налази на тргу, одлучио је да поврати и реструктурише читаво подручје. Цео пројекат, који никада није у потпуности завршен, представљен је у чувеном бакрорезу Франческа Пиранезија из 1785. године. Чини се да је Мемо наручио ову и друге приказе и држао их на изложби у Палацо Венезиа, седишту Амбасаде Републике у Риму. То је учинио како би привукао друге важне личности да финансирају изградњу статуа за украшавање трга. Пројекат је одобрио Доменико Серато, професор архитектуре у Вићенци и Падови.
Прелиминарна ископавања која су обављена да би се инсталирао водоводни систем и обновила област је организовао Симоне Стратико. Ова ископавања су открила остатке старог римског позоришта. Андреа Мемо је живео у Палати Анђели, изграђеној у 15. веку и смештеној у Прато дела Вале под углом са авенијом Умберто I. Данас је та монументална палата власништво града Падове, у којој се смештен Музеј Прецинема, колекције Миници Зоти.
Многе занимљиве палате изграђене између 14. и 18. века које окружују трг, међу којима су најзначајнија Базилика Света Јустина, Loggia Amulea палата у неокласичном стилу.

## Статуе
Данас постоји 78 статуа (40 у спољашњем прстену и 38 статуа у унутрашњем); према првобитном плану, било је 88 статуа. Израђивали су их разни уметници од камена Вићенце између 1775. и 1883. године.
| Спољашњи прстен - 01 Антонио Диедо - 02 Антенор - 03 Алберт Ацо II - 04 Публије Клодије Трасеја Пает - 05 Торквато Тасо - 06 Пјетро Д'Абано - 07 Ђовани Франческо Мусато - 08 Пагано дела Торе - 09 Луцио Арунцио Стела - 10 Опсицела - 11 (обелиск) - 12 (обелиск) - 13 Бернардо Нани - 14 Ветор Писани - 15 Лодовико Самбонифацио - 16 Антонио Микиел - 17 Антонио Барбариго - 18 Доменико Лацарин - 19 Тадео Пеполи - 20 Марко Мантова Бенавидес - 21 Андреа Мантења - 22 Папа Јован Павле II - 23 Папа Евгеније IV - 24 Бернардино Тревисан - 25 Антонио да Рио - 26 Андреа да Реканати - 27 Лодовико Ариосто - 28 Албертино Мусато - 29 Ђузепе Тартини - 30 Ђовани Мариа Мемо - 31 Микеле Морозини - 32 Мелкиоре Ћесароти - 33 (обелиск) - 34 (обелиск) - 35 Франческо Петрарка - 36 Галилео Галилеј - 37 Алесандро Орсато - 38 Алтенијеро дели Ацони - 39 Сико Полентон - 40 Антонио Зако - 41 Ћезаре Пјовене - 42 Мафео Мемо - 43 Андреа Навагеро - 44 Андрео Мемо | Унутрашњи прстен - 45 (празно) - 46 Замбоно Дото де' Даули - 47 Спероне Сперони - 48 Тит Ливије - 49 Ђерламо Саворњан - 50 Фортунио Ликети - 51 Лодовико Буцукарини - 52 Ђовани Полени - 53 Ђулиемо Маласпина дели Обици - 54 Ђовани Донди дел'Оролођио - 55 (обелиск) - 56 (обелиск) - 57 Антонио Скинела де' Конти - 58 Јакопино де' Роси - 59 Густаво Адамо Банер - 60 Густаф II Адолф Шведски - 61 Матео де' Рађина - 62 Хиоб Лудолф - 63 Стефано Галини - 64 Филипо Салвиати - 65 Оберто Палависино - 66 Папа Александар VIII - 67 Папа Климент XIII - 68 Антонио Канова - 69 Франческо Луиђи Фанзаго - 70 Франческо Писани - 71 Ђулио Понтедера - 72 Николо Трон - 73 Франческо Гвичардини - 74 Јакобо Меноки - 75 Јан III Собјески - 76 Стефан Батори - 77 (обелиск) - 78 (обелиск) - 79 Пјетро Даниелети - 80 Раиниеро Васко - 81 Франческо Моросини - 82 Ђероламо Лиорси - 83 Антонио Савонарола - 84 Марино Кавали - 85 Андреа Бриоско - 86 Алберетино Папафава - 87 Микеле Савонарола - 88 (празно постоље) |  | Статуе венецијанских дуждева које је уништио Наполеон 1797: - Антонио Гримани - Маркантонио Ђустиниан - Алвисе Мосениго - Маркантонио Мемо - Франческо Моросини |